# Beira Alta

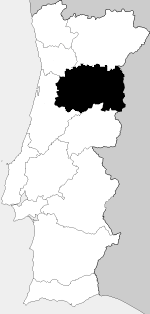
Beira Alta

Beira Alta is een oude provincie van Portugal die van 1936 tot 1976 bestond.
De provincie wordt begrensd door de provincies Trás-os-Montes e Alto Douro in het noorden, Douro Litoral in het noordwesten, Beira Litoral in het westen en zuidwesten, Beira Baixa in het zuiden en door de Spaanse provincies Salamanca en Castilië en León in het oosten.
De provincie bestond uit 32 conselhos. Het grootste deel hiervan is bij de herindeling overgegaan naar de nieuw gevormde districten Guarda en Viseu.
Algarve · Alto Alentejo · Baixo Alentejo · Beira Alta · Beira Baixa · Beira Litoral · Douro Litoral · Estremadura · Minho · Ribatejo · Trás-os-Montes e Alto Douro